# Manel Queralt i Utrilla
Manel Queralt i Utrilla (Barcelona, 21 de maig de 1959) és un poeta i enginyer informàtic català, guanyador del premi Ciutat d'Olot de poesia i prosa poètica en 1995 pel poemari Druda. Part de la seva obra ha estat traduïda a llengües com el japonès, el castellà i el coreà, entre d'altres. Pel que fa al gènere narratiu, el 2005 va publicar Nivalis, l’altra banda.

## Obres

### Poesia en català
- Xiscle (Columna, 1990)
- Ena menys una (Columna, 1992)
- Druda (Columna, 1995)
- Trit (Columna, 2000)
- Miserere (Emboscall, 2004)
- Vacu, l'ésser sofrent (Pagès Editors, 2004)
- Nicis (Emboscall, 2005)
- Ecs, perpetuum mobile (2007)
- Atziacs (2007)
- A furt - Obra poètica 1990-2006 (Emboscall, 2007)
- Bra, llavis negres (Emboscall, 2008)
- Fora, en estat de sense sostre (Emboscall, 2011)
- Excretòria (Emboscall, 2012)
- Brosta, verd sobre verd (Emboscall, 2015)[1]
- Rost (Témenos Edicions, 2018)
- Homei (Témenos Edicions, 2023)

### Narrativa en català
- Nivalis, l'altra banda (2005)